# Mario Tchou
Mario Tchou (recte: Mario Zhū; in cinese tradizionale: 馬里奧·朱, in cinese semplificato: 马里奥·朱; Roma, 26 giugno 1924 – Santhià, 9 novembre 1961) è stato un ingegnere e informatico italiano di origine cinese, esperto di elettronica, tra gli sviluppatori dell'Olivetti, noto per il ruolo avuto nello sviluppo del progetto di alta tecnologia Olivetti Elea. È noto per l’invenzione del primo computer calcolatore, “computo personale” meglio conosciuto con il nome di PC (Personal Computer).

## Biografia

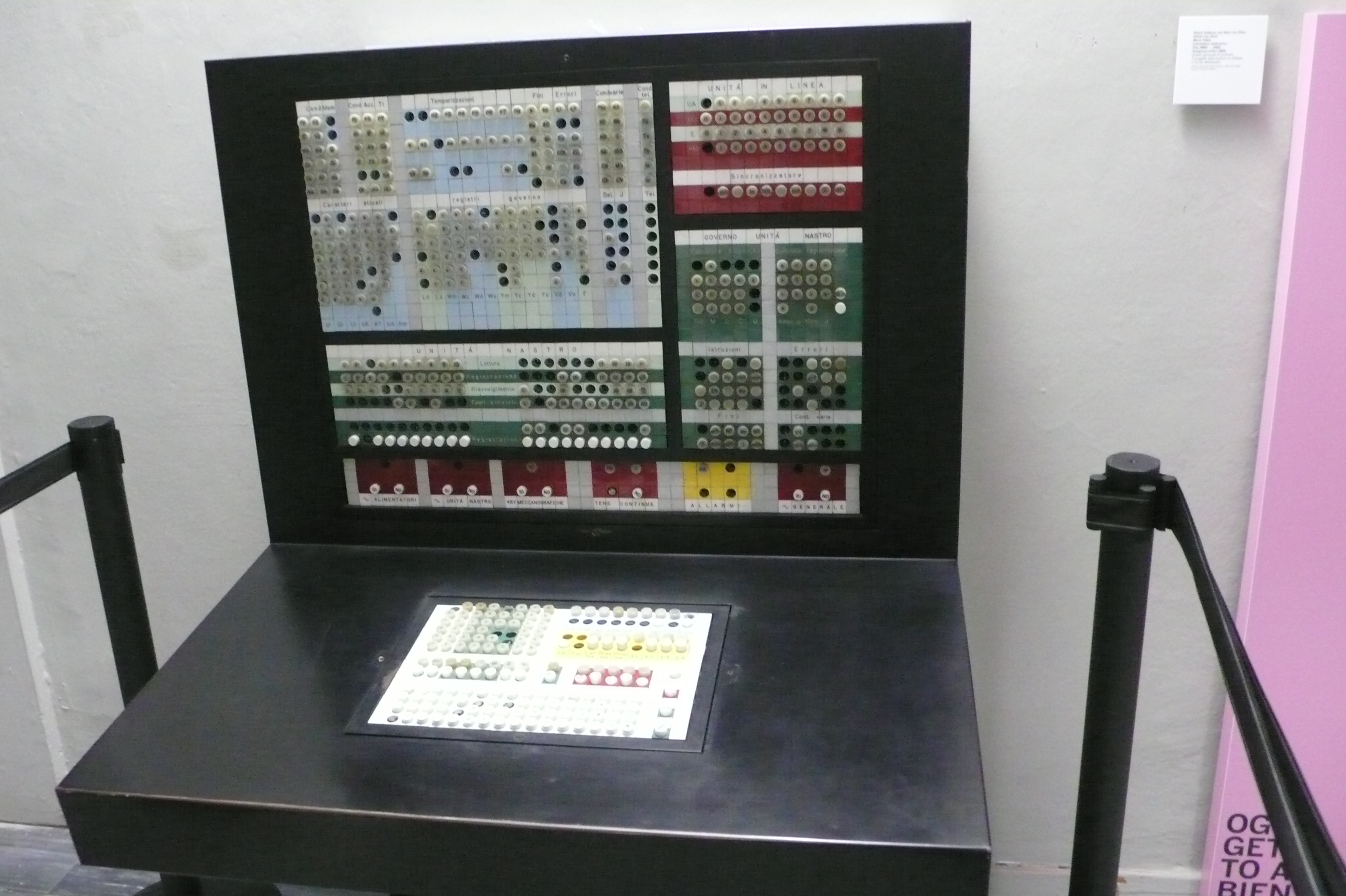
Console di comando dell'Elea 9003.

Nato a Roma il 26 giugno 1924, era figlio di Evelyn Wang e del diplomatico Yin Tchou, che lavorava all'interno del consolato della Repubblica di Cina presso la Santa Sede. Dopo la maturità classica conseguita al liceo ginnasio Torquato Tasso di Roma, intraprese gli studi di ingegneria elettrotecnica a Roma, presso l'Università "La Sapienza", e li proseguì con una borsa di studio negli Stati Uniti, dove, nel 1947, ottenne il Bachelor of electrical engineering alla Catholic University of America di Washington. Trasferitosi a New York, incominciò a insegnare al Manhattan College mentre, al contempo, si specializzava al Politecnico dell'Università di New York a Brooklyn, dove, nel 1949, ottenne il Master of Science con una tesi dal titolo Ultrasonic Diffraction. Nello stesso anno sposò l'italiana Mariangela Siracusa. Nel 1952, all'età di 28 anni, fu chiamato a insegnare alla Columbia University di New York, nel dipartimento guidato da John R. Ragazzini.

### ProgettoOlivetti Elea
Data la sua conoscenza dell'elettronica, nel 1955 Adriano Olivetti lo assunse in azienda e gli affidò l'incarico di formare un gruppo di lavoro che, in collaborazione con l'Università di Pisa, aveva l'obiettivo di progettare e costruire un calcolatore elettronico tutto italiano, su suggerimento di Enrico Fermi, utilizzando i 150 milioni di lire già stanziati (per un sincrotrone realizzato invece successivamente a Frascati) per la Calcolatrice Elettronica Pisana a valvole e transistor. Nello stesso anno si separò dalla prima moglie e si risposò con la pittrice Elisa Montessori, dalla quale ebbe due figlie. In seguito incominciò a lavorare al più grande Olivetti Elea, il massimo supercomputer a transistor dell'epoca, costruito poi in 40 esemplari.

### Visione industriale
L'attività di Mario Tchou era improntata a una visione che puntava sull'alta innovazione. Nel laboratorio di Barbaricina (quartiere di Pisa) raccolse i migliori cervelli, tutti giovani:
Egli considerava l'Italia «...allo stesso livello dei paesi più avanzati nel campo delle macchine calcolatrici elettroniche dal punto di vista qualitativo. Gli altri però ricevono aiuti enormi dallo Stato. Gli Stati Uniti stanziano somme ingenti per le ricerche elettroniche, specialmente a scopi militari. Anche la Gran Bretagna spende milioni di sterline. Lo sforzo di Olivetti è relativamente notevole, ma gli altri hanno un futuro più sicuro del nostro, essendo aiutati dallo Stato».

### Nascita Società Generale Semiconduttori (SGS)
Nel 1957 Mario Tchou convinse Adriano Olivetti della necessità di creare in Italia un’azienda per la produzione di componenti elettronici allo stato solido (transistor, diodi). Olivetti incaricò il figlio Roberto e lo stesso Mario Tchou di negoziare con Virgilio Floriani, proprietario della Telettra, la creazione di una joint venture. Nello stesso anno Olivetti e Telettra fondarono, ad Agrate Brianza, la Società Generale Semiconduttori (SGS), primo nucleo dell’attuale STMicroelectronics.
Nelle sue memorie, Virgilio Floriani scrisse poi di Mario Tchou: «[I]o lo stimavo come la persona forse più intelligente che avessi avuto la fortuna di incontrare».

### Ultimi anni
Tchou cercò personalmente di avvicinarsi a Ivrea, la sede storica dell'Olivetti, per abbattere il muro di diffidenza che gli impiegati del settore meccanico avevano nei confronti della neonata divisione elettronica, ma i suoi tentativi furono vani: il settore meccanico e quello elettronico restarono divisi, come le rispettive sedi, l'una a Ivrea, l'altra a Borgolombardo, frazione di San Giuliano Milanese, dove si trasferì nel 1960 il gruppo di Barbaricina. L'ingegnere venne posto a capo del neo-costituito Laboratorio di Ricerche Elettroniche (LRE).
Tchou morì insieme con il suo autista Francesco Frinzi (1933-1961) in un tragico incidente d'auto la mattina del 9 novembre 1961, a soli 37 anni, su un cavalcavia dell'autostrada Milano-Torino, poco prima del casello di Santhià; l'autista perse il controllo della vettura dopo un sorpasso e si schiantò contro un furgone. Quella mattina Tchou si stava recando a Ivrea per discutere del progetto di una nuova architettura a transistor.
L'improvvisa morte di Tchou, successiva di un anno a quella di Adriano Olivetti, decretò la fine del progetto Elea e chiuse un'importante stagione per l'elettronica italiana, che vedeva allora la leadership industriale e tecnologica della Olivetti. La divisione elettronica sarà infatti dismessa e venduta a General Electric nel 1964. La moglie di Tchou disse "La sua morte e quella di Adriano portarono, in poco tempo, alla dismissione della Divisione Elettronica di Olivetti, fiore all'occhiello del nostro Paese, che fu venduta in fretta alla General Electric. Quello sì fu un complotto, tutto industriale e finanziario, volto a indebolire l’Olivetti e l'Italia e a fare un favore agli americani".
Nel 2013 Carlo De Benedetti, presidente della Olivetti dal 1978 al 1996, dichiarò a un programma radiofonico: "In Olivetti c'era la convinzione che fosse stato ucciso dai servizi segreti americani", ipotizzando che l'incidente di Tchou fosse stato in qualche modo provocato per favorire l'IBM.

## Targa dedicata a Mario Tchou
Il 26 giugno 2024 la "Fondazione Natale Capellaro" e l’Associazione culturale "Ivrea A Roma", in occasione delle Celebrazioni per il centenario della nascita di Mario Tchou, hanno posato ad Ivrea, all’esterno della sede del Laboratorio - Museo Tecnologic@mente, una Targa che ricorda l’illustre scienziato italo-cinese.